# Luca Melchiore Tempi

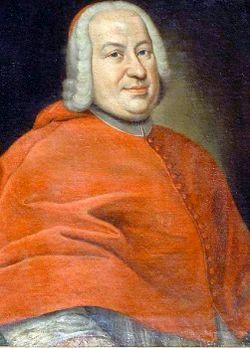
Luca Melchiore Tempi

Luca Melchiore Tempi (* 13. Februar 1688 in Florenz, Großherzogtum Toskana; † 17. Juli 1762 in Rom, Kirchenstaat) war ein italienischer Kardinal und Diplomat.

## Leben
Er wurde am 13. Februar 1688 in Florenz als Sohn von Ludovico Tempi und Maria Maddalena Albizzi geboren und studierte an der Universität Pisa, wo er in utroque iure promovierte. Anschließend wurde er Apostolischer Protonotar und Referendar des Obersten Gerichtshofes der Apostolischen Signatur.
Am 31. März 1736 wurde er zum Priester geweiht. Papst Clemens XII. ernannte ihn am 11. April 1736 zum Titularerzbischof von Nicomedia. Giovanni Antonio Guadagni, Kardinalpriester von Santi Silvestro e Martino ai Monti, weihte ihn am 15. April 1735 in San Giovanni dei Fiorentini, Rom, zum Bischof. Mitkonsekratoren waren Giuseppe Maria Feroni, Titularerzbischof von Damascus, und Francesco Maria Ginori, Bischof von Fiesole. Am 19. November 1736 wurde er zum Apostolischen Internuntius von Flandern ernannt. Gleichzeitig war er Apostolischer Superior von Batavia. Am 19. Januar 1744 wurde er Apostolischer Nuntius in Portugal und resignierte im Februar 1744 als Nuntius in Flandern.
Papst Benedikt XIV. erhob ihn im Konsistorium vom 26. November 1753 zum Kardinalpriester. Am 1. Oktober 1754 resignierte er als apostolischer Nuntius. Am 21. Juli 1755 wurde er als Kardinalpriester von Santi Quirico e Giulitta installiert. Am 24. Mai 1756 wechselte er zur Titelkirche Santa Susanna und am 23. Mai 1757 zur Santa Croce in Gerusalemme.
Er nahm am Konklave 1758 teil, bei dem Papst Clemens XIII. gewählt wurde. Am 23. Dezember 1758 wurde er zum Kommendatarabt von Santa Maria di Valdiponte ernannt und am 16. Februar 1761 zum Kämmerer des Heiligen Kardinalskollegiums.